# Салентин I фон Изенбург
Салентин I фон Изенбург (на немски: Salentin I von Isenburg; † ок. 1219) от фамилията Изенберг, e господар на Изенбург-Кемпених и кръстоносец.

## Биография
Той е най-възрастният син на Ремболд фон Изенбург-Кемпених († ок. 1220) и съпругата му Хедвиг фон Кемпених.
Салетин I участва в Петия кръстоносен поход в Дамиета. Той умира през ок. 1219 г. като кръстоносец.

## Фамилия
Салетин I се жени и има един син:
- Дитрих III фон Изенбург († сл. 1273), женен за Юта фон Меренберг, баща на Салетин II